# Valiha (botanica)
Valiha S.Dransf. è un genere di piante della famiglia delle Poacee (sottofamiglia Bambusoideae), endemico del Madagascar.

## Etimologia
Il nome del genere fa riferimento ad uno strumento musicale malgascio, la valiha, che in passato veniva realizzato con i fusti di queste piante.

## Tassonomia
Il genere comprende due sole specie:
- Valiha diffusa S.Dransf.
- Valiha perrieri (A.Camus) S.Dransf.